# Hofherr-Schrantz-Clayton-Shuttleworth AG
Pour les articles homonymes, voir Clayton et Shuttleworth.
Hofherr Schrantz : Clayton Shuttleworth, ou HSCS, était une entreprise de construction de machines agricoles. Elle est née de la fusion de deux entreprises de technologie agricole austro-hongroise en 1911. Une nouvelle société par actions été créée avec des sièges à Vienne et à Budapest. Clayton & Shuttleworth (en) qui avait été fondée à Lincoln, Lincolnshire, au Royaume-Uni, en 1842 et s'était établie à Vienne en 1857 et plus tard à Budapest a poursuivi ses opérations indépendantes en dehors de l'Autriche-Hongrie et de la Roumanie.

## Vienne en 1869
Mathias Hofherr a ouvert une usine de machines agricoles à Vienne en 1869 et une autre usine à Budapest. En 1881, János Schrantz, d'origine hongroise, a rejoint l'entreprise en tant qu'associé capital. Les deux sociétés s'étaient considérablement développées et Clayton et Shuttleworth avaient ouvert cinq autres usines d'assemblage et usines dans l'Empire austro-hongrois et dans le royaume nouvellement établi de Roumanie.

## Première usine
La première usine de Clayton et Shuttleworth à Vienne a été construite à Landstrasse en 1860, mais en 1905, l'entreprise a déménagé l'usine à Floridsdorf. À la suite de cela, une nouvelle société a été créée en 1911 en regroupant toutes les usines de Hofherr Schrantz et de Clayton Shuttleworth en Autriche-Hongrie et en Roumanie. L'usine viennoise de Hofherr Schrantz qui fonctionnait à partir du 92 Erlachgasse à Favoriten (Vienne X) a été fermée, tout comme les bureaux de Clayton Shuttleworth au 33 Lowengasse à Vienne III.

## Expansion

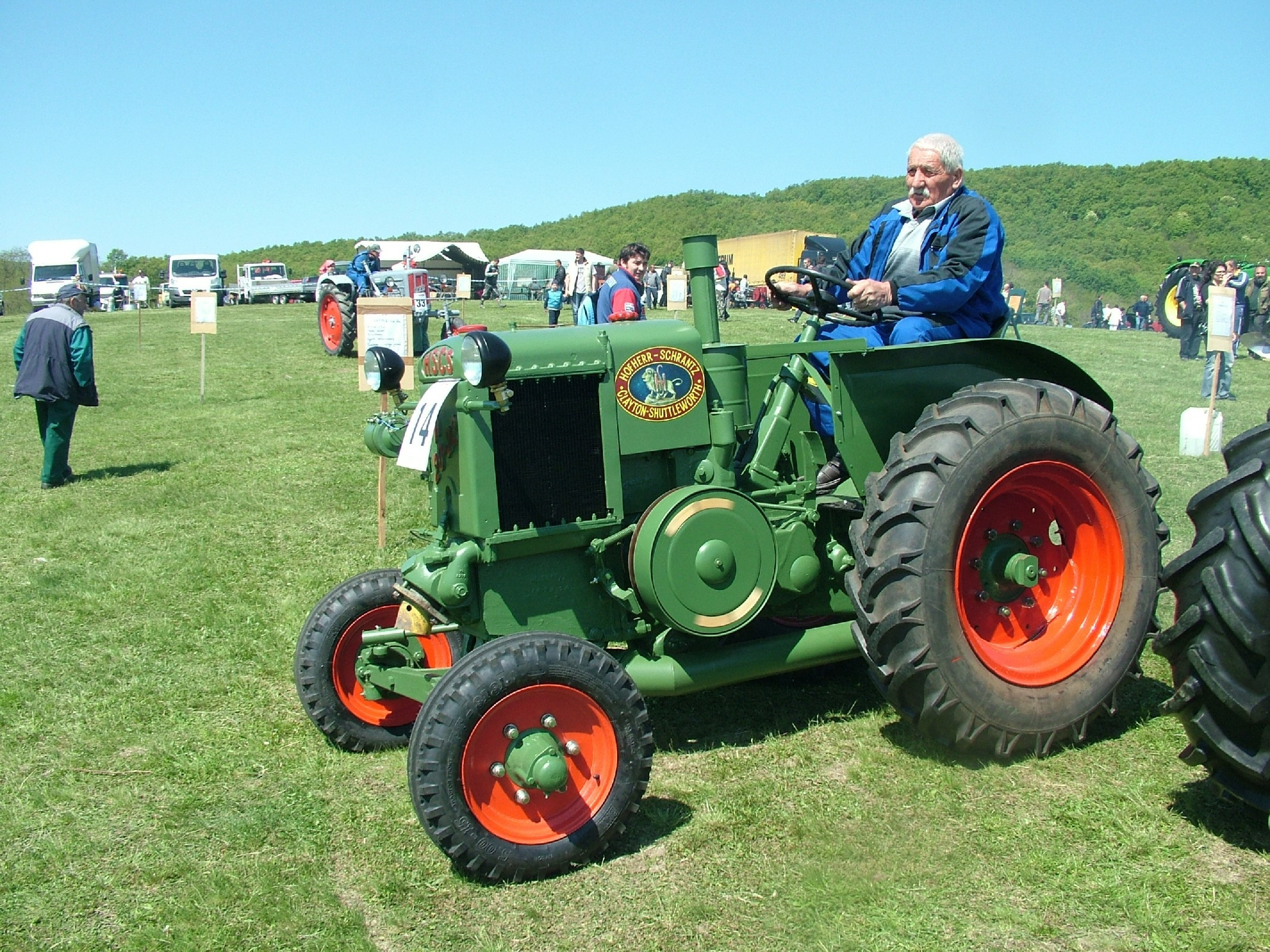
Tracteur HSCS série RB, produite vers 1935.

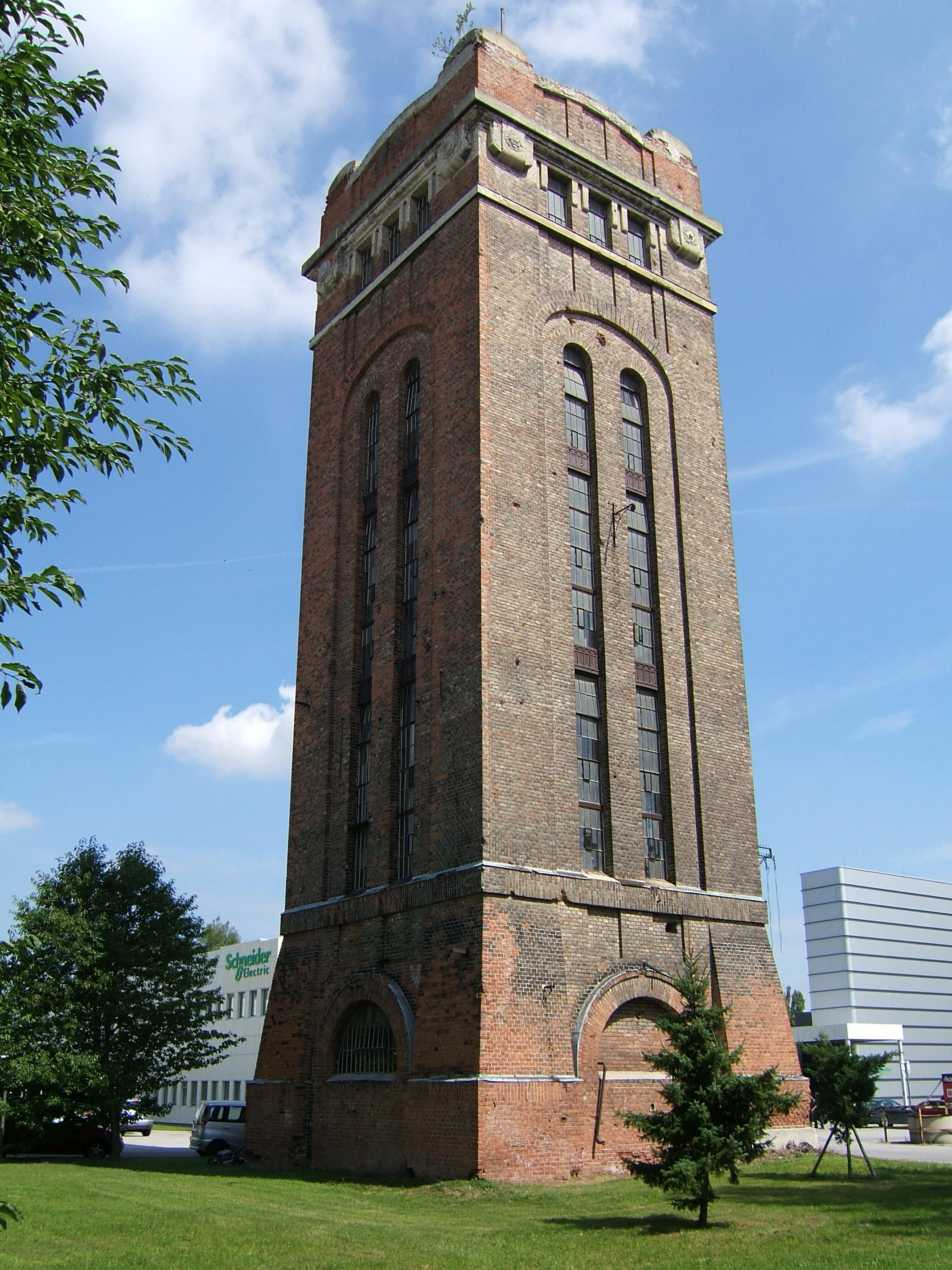
Château d'eau de l'usine sur le site de Floridsdorf

L'entreprise a continué à se développer et après la Première Guerre mondiale, HSCS est devenu le plus grand fabricant de tracteurs d'Europe de l'Est. L'usine viennoise de Floridsdorf a été récupérée en 1938 par Heinrich Lanz AG de Mannheim lors de l'Anschluss en Autriche. Pendant la Seconde Guerre mondiale, l'usine a été utilisée par les nazis pour la production de fusées V2. À partir de 1950, le nombre d'employés a diminué régulièrement. La société a fusionné avec Trauzl-Werke AG à Vienne en 1969, et la Floridsdorfer Fabrik a été vendue à Elin AG en 1968.

## Réaménagement
En 1970, toute l'entreprise rejoint Böhlerwerke AG. Le site de l'usine de Floridsdorf est actuellement en cours de réaménagement. Le bâtiment principal a été rénové et a été rouvert le 23 novembre 2017 sous le nom de Creative Culture Traktorfabrik, une entreprise collective contenant des studios d'artistes.

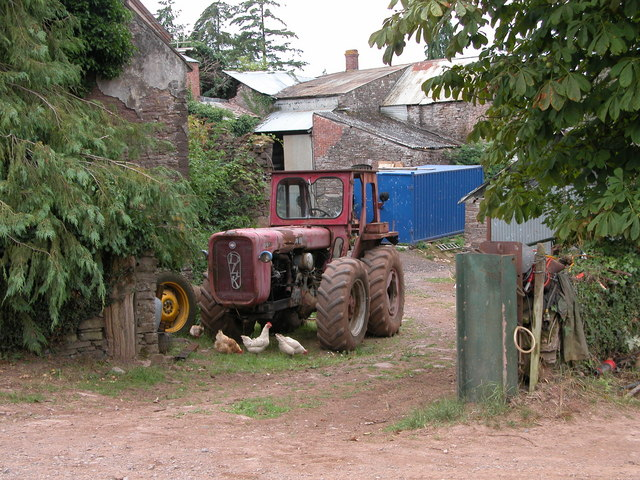
Tracteur Dutra DK4 à Dan-y-graig, Monmouthshire, Royaume-Uni.

L'usine de Budapest est devenue propriété de l'État hongrois en 1948 et a été rebaptisée Vörös Csillag Traktorgyár (hu) (Usine de tracteurs Étoile rouge) en 1951. Son fonctionnement indépendant cessa en 1973 lorsqu'elle fut rattachée à Rába. Leurs produits étaient largement exportés et de nombreux DUTRA (une contraction de Dumper Truck and TRActor) importés en Grande-Bretagne étaient équipés de moteurs Perkins. L'usine a finalement été fermée en 2010, mais de nombreux bâtiments centenaires sont toujours utilisés par de petites entreprises.